# 조지 링컨 록웰

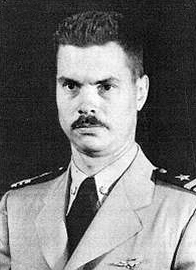
해군에 있을 당시 록웰

조지 링컨 록웰(영어: George Lincoln Rockwell, 1918년 3월 9일 ~ 1967년 8월 25일)은 미국의 신나치주의, 파시즘 정치 운동가였다. 반유대주의와 신나치주의를 내세워 1959년 미국 나치당(국가사회주의미국노동자당)을 창당하고 초대 당수가 되어 1967년까지 당수직을 지냈다. 이 당은 미국 헌법에 충성하였지만 동시에 홀로코스트를 부정했으며, 인권운동가 마틴 루터 킹과 1960년대 흑인인권운동을 비난했다. 1967년 8월 25일 출당 조치를 당한 전 당원에게서 총으로 살해당했다.

## 생애

### 초기 활동
1918년 미국 일리노이주 블루밍턴에서 희극 배우 부부인 조지 러브조이 록웰(George Lovejoy Rockwell)과 클레어 록웰(Claire Rockewell)의 장남으로 태어났다. 아버지는 로드아일랜드주 출신의 잉글랜드-스코틀랜드계 혈통이었고 어머니는 독일계와 아카디아 프랑스계 혈통이었다. 1938년 브라운 대학교 철학과에 입학하였으나 2학년 때 중퇴하고 미국 해군에 임관했다. 이후 파일럿으로 훈련을 받고 제2차 세계 대전과 한국 전쟁에서 비전투 인원으로 복무하여 사령관 계급까지 올랐다.
1950년대부터 점차 급진 정치에 관심을 보이기 시작하여 아돌프 히틀러와 나치즘의 옹호자가 되었다. 그는 당시 정치계의 화두이던 조지프 매카시 상원의원의 주장, 사업가 헨리 포드의 반유대주의, 찰스 린드버그의 인종주의 등에 영향을 받았으며, 더글라스 맥아더 장군을 크게 존경했다.
1958년 부유한 상속인이자 반유대주의자인 해럴드 노엘 애로스미스 주니어(Harold Noel Arrowsmith Jr)를 만나 그의 도움으로 "유대인 지배로부터 미국을 해방하기 위한 국가 위원회"를 설립했다. 동년 7월에는 지지자들과 함께 중동에 평화유지군을 파견하기로 한 드와이트 D. 아이젠하워 대통령의 결정(블루 뱃 작전)에 반대하는 반전 시위를 백악관 앞에서 벌였고, 10월에는 히브리 자선회 사원 폭탄 테러 사건의 용의자로 조사받았다. 저널리스트 드루 피어슨이 록웰과 추종자들의 무장 퍼레이드를 보도하면서 그는 전국적인 악명을 얻게 되었다.

## 같이 보기
- 윌리엄 루터 피어스